# Neastacilla tanakai
Neastacilla tanakai är en kräftdjursart som beskrevs av Nunomura 2004. Neastacilla tanakai ingår i släktet Neastacilla och familjen Arcturidae. Inga underarter finns listade i Catalogue of Life.